# Арек
Арек (кирг. Арек) — село в Кыргызстане, административно подчинённое администрации города республиканского значения Ош.

## География
Село расположено в юго-западной части республики, на расстоянии приблизительно 1 километра (по прямой) к западу от города Ош. Абсолютная высота — 1053 метра над уровнем моря.

## Население
Согласно оценочным данным Национального статистического комитета Кыргызской Республики, численность населения села на начало 2023 года составляла 2421 человек.
| год     | 2014 | 2015 | 2020 | 2021 | 2023 |
| ------- | ---- | ---- | ---- | ---- | ---- |
| человек | 1959 | 2059 | 2336 | 2420 | 2421 |